# كارولين فيرمين
كارلين فيرمين (ولدت عام 1983أو 1984) هي باحثة بريطانية. تعد كاتبة متخصصة في العنف بين الشباب، ومؤسسة لشركة MsUnderstood. وهي زميلة باحثة في جامعة بدفوردشير.

## النشأة والتعليم
مُدرسة بمتوسطة الكاثوليكية مايكل ‏ في بارنت في لندن. لديها بكالوريس في الفلسفة من كلية فيتزويليام، جامعة كامبردج وماجستير في السياسة الاجتماعية والتخطيط من كلية لندن للاقتصاد وشهادة الدكتوراة المهنية من جامعة بيدفوردشير التي أطروحتها كانت الأقران على القرين : الحفاظ على الآثار المترتبة على القرائن وسياقات الاعتداء بين الشباب في المجالات الاجتماعية" عام 2015م.

## الجوائز
حصلت فيرمين على جائزة مع مرتبة الشرف عام2011م لخدمات الفتيات وقضايا المرأة. وكانت أصغر امرأة سوداء تحصل على هذا الشرف.